# Ожиш (гмина)
Ожиш (пол. Orzysz) — городско-сельская гмина (волость) в Польше, входит как административная единица в Пишский повет, Варминьско-Мазурское воеводство. Население — 9623 человека (на 2004 год).

## Демография
Данные по переписи 2004 года:
| Перепись                       | Всего   | Всего | Женщины | Женщины | Мужчины | Мужчины |
| ------------------------------ | ------- | ----- | ------- | ------- | ------- | ------- |
| Единицы                        | человек | %     | человек | %       | человек | %       |
| Население                      | 9623    | 100   | 4783    | 49,7    | 4840    | 50,3    |
| Плотность населения (чел./км²) | 26,5    | 26,5  | 13,2    | 13,2    | 13,3    | 13,3    |

## Поселения
- Хмелево
- Цежпенты
- Чарне
- Домбрувка
- Дроздово
- Дзюбеле
- Гаудынки
- Голец
- Гожекалы
- Гура
- Гурки
- Гронды
- Гжегоже
- Каменьске
- Клюсы
- Матыщыки
- Микоше
- Нова-Весь
- Нове-Гуты
- Одое
- Огрудек
- Окартово
- Осики
- Пянки
- Ростки-Скомацке
- Стефаново
- Стшельники
- Сухы-Руг
- Швейкувко
- Тухлин
- Ублик
- Венжево
- Вежбины
- Застружне
- Зденгувко

## Соседние гмины
- Гмина Бяла-Писка
- Гмина Элк
- Гмина Миколайки
- Гмина Милки
- Гмина Пиш
- Гмина Старе-Юхи
- Гмина Выдмины